# Brusseline

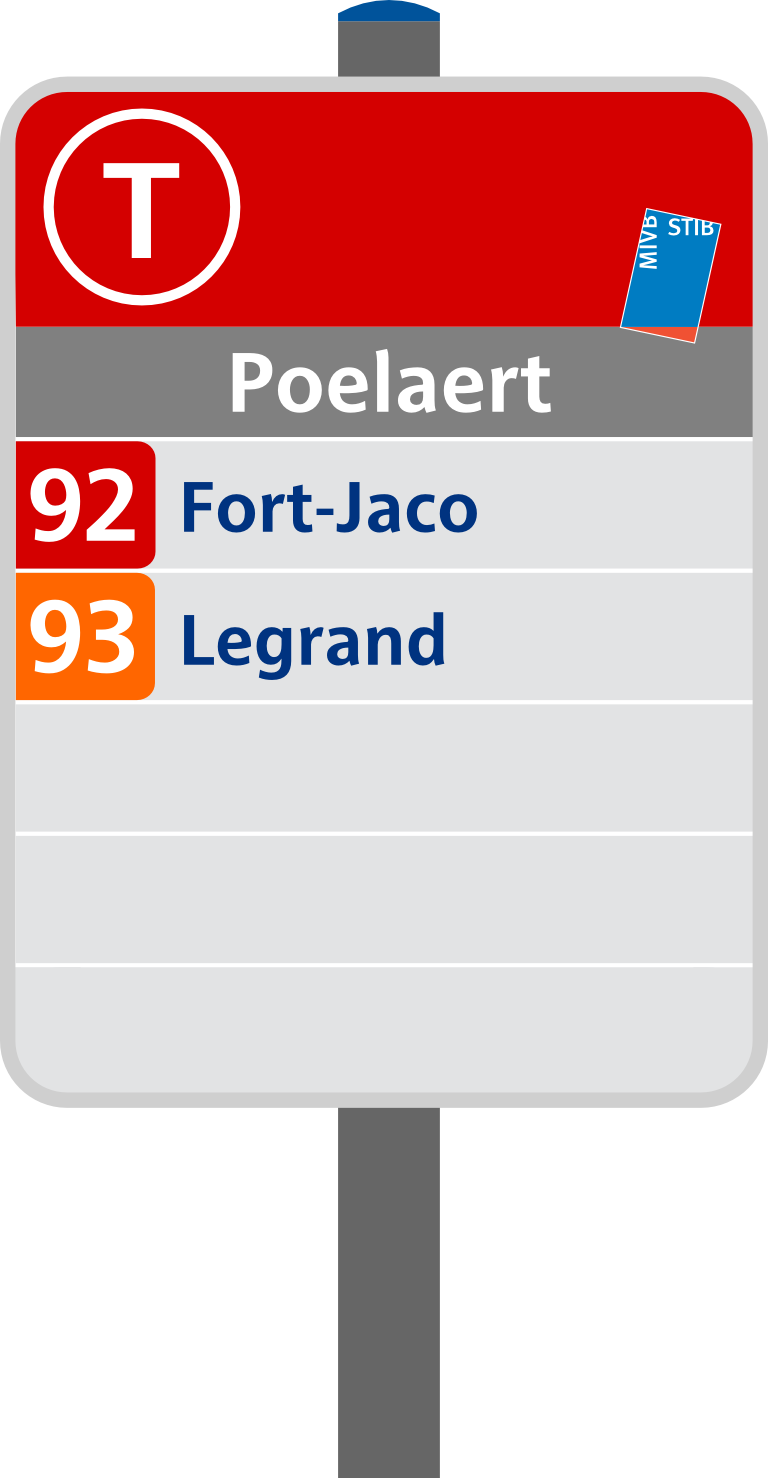
Panneau d’arrêt du tramway de Bruxelles.

Brusseline est une police de caractères créée en 2006 par Éric de Berranger pour la signalisation et la communication de la Société des transports intercommunaux de Bruxelles (STIB) dans un projet de l’agence Minale Design Strategy,,. 
Elle est utilisée à partir de 2007 dans la station De Brouckère, et à partir de 2009 dans l’ensemble du réseau pour les trams, bus, et métro bruxellois. Elle rappelle la police de caractères Parisine, créée par Jean-François Porchez pour les transports parisiens, qui fut le professeur d’Éric de Berranger.